# Camaleão
Camaleão (ou cameleão) refere-se a todos os répteis pertencentes à família Chamaeleonidae. É uma das mais conhecidas famílias de lagartos, distribuídos na África, sul da Europa e da Ásia. Há cerca de 80 espécies de camaleões, a maior parte delas na África, ao sul do Saara, estando também presentes em Portugal e na Espanha. Os camaleões distinguem-se de outros lagartos pela habilidade de algumas espécies em trocar de cor, por sua língua rápida e alongada, por seus olhos, que podem ser movidos independentemente um do outro,  que possuem uma visão de 360 graus, e (tendo alguns membros da família) cauda preênsil. A família teve origem há mais de 100 milhões de anos, quando se separou da família Agamidae, de acordo com o registro fóssil.

## Etimologia
O nome camaleão é derivado das palavras gregas significante a "leão da terra" Chamai (na terra, no chão) e leon (leão).

## Espécies
Algumas das espécies da família Chamaeleonidae são:
- Chamaeleo calyptratus
- Chamaeleo jacksonii
- Furcifer pardalis
- Rieppeleon brevicaudatus
- Rhampholeon spectrum
- Rhampholeon temporalis

## Características físicas

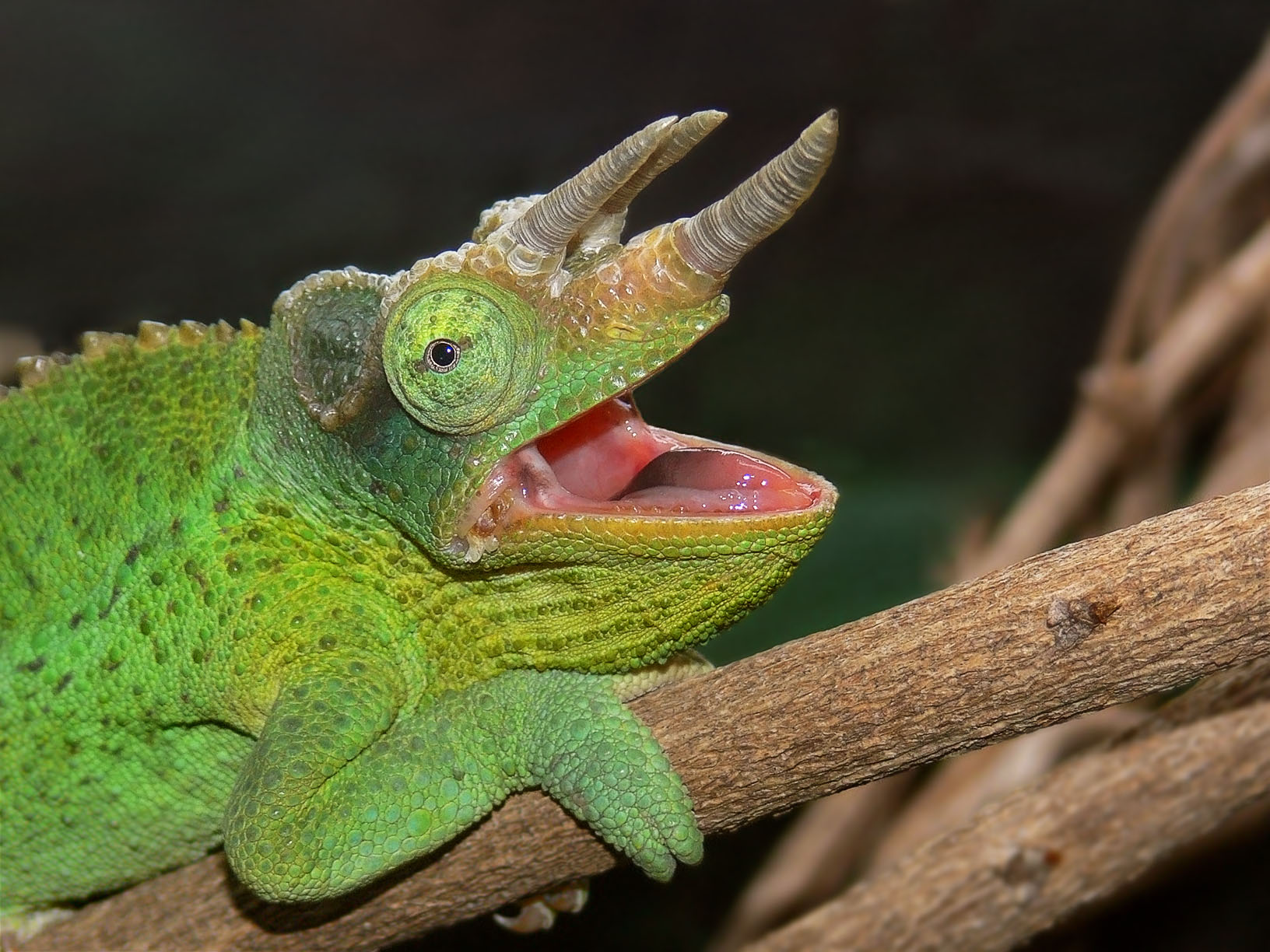
Espécie Chamaeleo jacksonii

Os camaleões têm até 60 centímetros de comprimento, com uma língua muito grande para pegar suas presas — come mariposas, besouros, joaninhas, gafanhotos, e moscas; também comem folhas, principalmente secas. Têm cauda preênsil e patas fortes.
Movimenta-se com lentidão para não ser notado antes do ataque. Para apanhar sua presa, utiliza a língua que tem uma ponta grudenta. Consegue, com grande velocidade, estender a língua quase um metro. A sua língua, de ponta pegajosa prende o inseto e este é comido. Estuda-se esse processo com o auxílio de câmeras de alta velocidade. Ele se alimenta principalmente de insetos, entre os quais estão o gafanhoto, a joaninha, o besouro, e muitos outros.
Os seus olhos podem ser movidos independentemente para qualquer direção, o que lhe confere aparência curiosa. Quando um camaleão vê uma presa, pode fixá-la com um olho e utilizar o outro para verificar se não há predadores nas redondezas. O encéfalo do camaleão recebe duas imagens separadas, que tem de associar. À medida que se aproxima da presa, o camaleão fixa nela ambos os olhos para poder fazer pontaria.

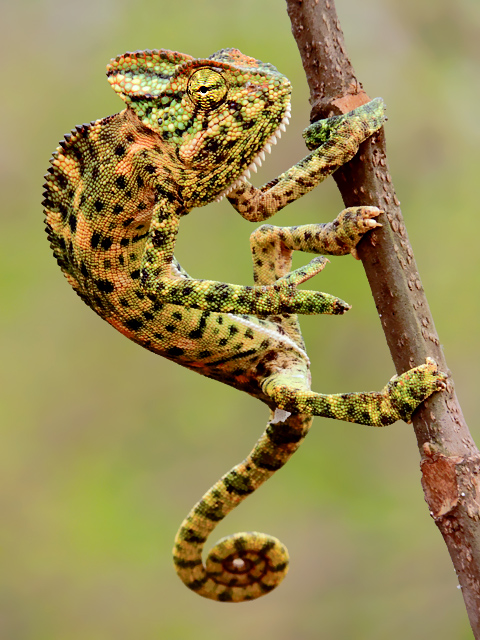
Espécie Chamaeleo zeylanicus

Os olhos são recobertos por uma pálpebra que deixa livre apenas uma pequena área circular no centro, que corresponde à íris e a pupila. O camaleão é coberto por escamas.
Sua pele possui bastante queratina, o que apresenta uma série de vantagens (em especial, a resistência). Mas essa característica faz com que o camaleão precise fazer a "mudança" de pele durante seu crescimento (a pele antiga descama, dando lugar a outra), assim como fazem as serpentes e outros lagartos.
Em países como Espanha o camaleão é bem-vindo e também muito conhecido, onde muitas pessoas os adotam como animais de estimação.

## Distribuição e habitat
Quanto ao habitat, a maior parte dos camaleões vive na África e em Madagascar, embora algumas espécies também sejam encontradas em Portugal, em Espanha, Sri Lanka, Índia e até na Ásia Menor. Diferentes espécies habitam diferentes ambientes, como montanhas, florestas pluviais, savanas e às vezes desertos e estepes. Acredita-se que os indivíduos que vivem nos sectores mediterrânicos europeus derivem de exemplares introduzidos pelo homem em épocas remotas.
Os camaleões habitam, em sua maior parte, árvores. Mas também são achados em alguns arbustos, e algumas espécies vivem no chão, por baixo de folhas. Podem passar de uma árvore a outra graças à sua cauda preênsil e aos pés em forma de pinças.
Também há casos menos frequentes de camaleões da família Chamaeleonidae na Amazônia, de origem indiana, e que foram introduzidos pelos portugueses. Esses animais se adaptaram com sucesso ao habitat amazônico. [carece de fontes?]
Como não é uma espécie nativa, a legislação brasileira não proíbe a criação de camaleões como animais de estimação: são bichos dos mais populares entre os fãs de animais exóticos. Recentemente, o IBAMA proibiu a importação de camaleões. Mas não há restrição de criação de animais que já estejam no país, desde que estejam em criadouros adequados. Essa "permissão"  naturalmente não vale para o "camaleão da Amazônia", que é nativo.
Na Amazônia e na Região Nordeste do Brasil, o lagarto conhecido como iguana (Iguana iguana) é por vezes chamado de camaleão, embora pertença a uma família diferente (família Iguanidae). Os lagartos do gênero Anolis também são às vezes chamados de camaleões, devido à sua habilidade de mudar de cor, mas, assim como a iguana, não são camaleões.

## Comportamento
Todos os camaleões são animais diurnos. Seu período de maior atividade é a manhã, e o final do entardecer. Os camaleões não são caçadores ativos. Ao invés disso, preferem sentar-se, ficando horas imóveis, esperando uma presa passar por eles. Alimentam-se basicamente de artrópodes e de pequenos vertebrados. Em cativeiro, também comem frutas como mamão, banana, pequenos pedaços de maçã, mas essa dieta só é válida para animais adultos: filhotes são quase exclusivamente insectívoros.
Os camaleões vivem a maior parte de suas vidas solitariamente, e são bastante agressivos contra outros membros de sua mesma espécie, mesmo que sejam fêmeas. O hábito solitário só é abandonado na época de acasalamento, quando o macho desce das árvores à procura de fêmeas. Os camaleões mordem se forem provocados, mas a mordida não causa dores muito fortes.

## Mudança de cor

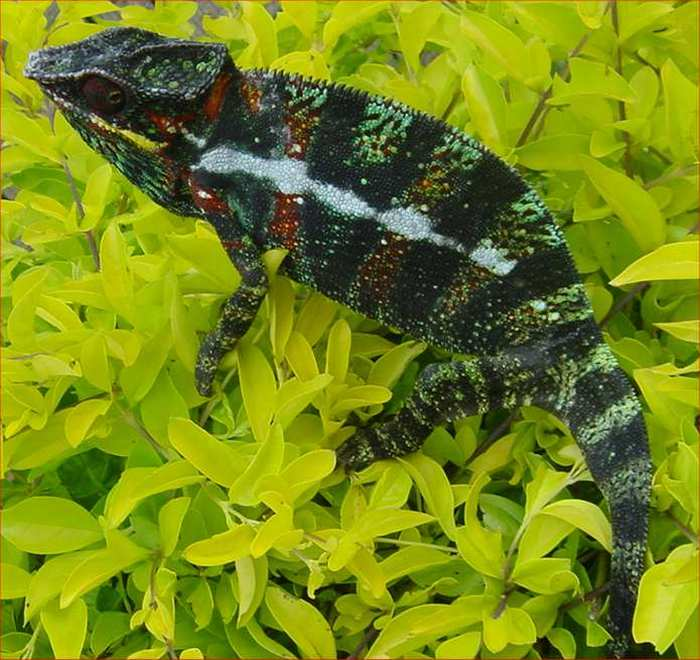
Camaleão listrado.

Algumas espécies de camaleão são capazes de alterar suas coloração de pele. Diferentes espécies de camaleão são capazes de variar a sua coloração e padrão por meio de combinações de rosa, azul, vermelho, laranja, verde, preto, marrom, azul claro, amarelo, turquesa e púrpura.
A mudança de cor nos camaleões tem funções na sinalização social e em reações a temperatura e outras condições, bem como em camuflagem. A importância relativa destas funções varia de acordo com as circunstâncias, bem como as espécies. A mudança de cor sinaliza a condição fisiológica do camaleão e intenções de outros camaleões. Camaleões tendem a apresentar cores mais escuras quando irritados, ou na tentativa de assustar ou intimidar os outros, enquanto os machos mostram padrões multicoloridos mais leves quando cortejam as fêmeas.

### Mecanismo de mudança de cor
Durante muito tempo pensou-se que os camaleões mudavam de cor por dispersão de pigmento contendo organelas dentro de sua pele. No entanto, pesquisas recentes sobre camaleões-pantera mostrou que não é isso que acontece.
Os camaleões têm duas camadas sobrepostas, dentro de sua pele, que controlam a sua cor e a termorregulação. A camada superior contém uma estrutura de nanocristais de guanina, e o espaçamento entre esses nanocristais pode ser manipulada mediante excitação da rede cristalina, o que, por sua vez, afeta os comprimentos de onda de luz que são refletidos e os que são absorvidos. Excitar a rede cristalina causa um aumento na distância entre os nanocristais, e a pele passa a refletir comprimentos de onda de luz mais longos. Assim, quando em estado relaxado, os cristais refletem azul e verde, mas em um estado excitado, os comprimentos de onda mais longos, como amarelo, laranja e vermelho passam a ser refletidos.

## Camaleões na cultura e nas artes
Em todo o Ocidente, o termo "Camaleão" é bastante utilizado para adjetivar bons atores. Também é usado na linguagem figurada como sinônimo de uma pessoa volúvel e maleável, que adapta seu comportamento e características conforme o ambiente. Nem sempre o termo tem conotação negativa (de falsidade), podendo significar também "flexibilidade".
Na simbologia de algumas tribos africanas, o camaleão é um animal sagrado, visto como o criador dos primeiros homens. Nunca é morto, e quando é encontrado no caminho, tiram-no com precaução, com medo de maldições.
O Camaleão também dá nome a uma pequena constelação.
No Brasil, mais especificamente no estado da Bahia, existe o Bloco Camaleão, um dos mais conhecidos blocos carnavalescos do lugar.
Nos quadrinhos, há um vilão do Homem-Aranha chamado Camaleão, devido a sua especialização em disfarces.
Nos jogos da série Mortal Kombat, Chameleon é o nome dado ao ninja que pode utilizar as habilidades dos outros e isso gera a mudança da cor da sua roupa para a do ninja correspondente.
No cinema, Rango, personagem protagonista de um filme de animação do ano de 2011 dirigido por Gore Verbinski, é um camaleão.